# Mauro Ramos
Mauro Ramos de Oliveira, známý především jako Mauro Ramos (30. srpna 1930, Poços de Caldas – 18. září 2002) byl brazilský fotbalový obránce. Mistr světa z roku MS 1958 ve Švédsku (na závěrečném turnaji nenastoupil) a 1962 v Chile, kde mužstvo vedl jako kapitán. Zúčastnil se i MS 1954 (nenastoupil). Vítěz Copa América 1949. Za brazilskou fotbalovou reprezentaci odehrál 27 zápasů.
Na klubové úrovni získal s klubem Santos FC dvakrát Copa Libertadores (1962, 1963) a Interkontinentální pohár (1962, 1963). Mimo Brazílie odehrál jednu sezónu v Mexiku v klubu Deportivo Toluca (1967/68).